# Niger a 2020. évi nyári olimpiai játékokon
Niger a japán Tokióban megrendezett 2020. évi nyári olimpiai játékok egyik részt vevő nemzete volt. Az országot az olimpián 4 sportágban 7 sportoló képviselte, akik érmet nem szereztek.

## Atlétika
Férfi
| Versenyző          | Versenyszám | Selejtező | Selejtező | Selejtező | Előfutam | Előfutam | Előfutam | Elődöntő | Elődöntő | Elődöntő | Döntő   | Döntő    |
| Versenyző          | Versenyszám | Idő       | Hely.     | Össz.     | Idő      | Hely.    | Össz.    | Idő      | Hely.    | Össz.    | Idő     | Helyezés |
| ------------------ | ----------- | --------- | --------- | --------- | -------- | -------- | -------- | -------- | -------- | -------- | ------- | -------- |
| Badamassi Saguirou | 100 m       | 10,87     | 7.        | 15.       | kiesett  | kiesett  | kiesett  | kiesett  | kiesett  | kiesett  | kiesett | kiesett  |

Női
| Versenyző      | Versenyszám | Előfutam | Előfutam | Előfutam | Elődöntő | Elődöntő | Elődöntő | Döntő   | Döntő    |
| Versenyző      | Versenyszám | Idő      | Hely.    | Össz.    | Idő      | Hely.    | Össz.    | Idő     | Helyezés |
| -------------- | ----------- | -------- | -------- | -------- | -------- | -------- | -------- | ------- | -------- |
| Aminatou Seyni | 200 m       | 22,72    | 3.       | 11.      | 22,54    | 5.       | 10.      | kiesett | kiesett  |

## Cselgáncs
Férfi
| Versenyző         | Versenyszám | 32-es főtábla                        | Nyolcaddöntő      | Negyeddöntő       | Elődöntő          | Vigaszág elődöntő | Bronz- mérkőzés   | Döntő             | Helyezés |
| Versenyző         | Versenyszám | Ellenfél Eredmény                    | Ellenfél Eredmény | Ellenfél Eredmény | Ellenfél Eredmény | Ellenfél Eredmény | Ellenfél Eredmény | Ellenfél Eredmény | Helyezés |
| ----------------- | ----------- | ------------------------------------ | ----------------- | ----------------- | ----------------- | ----------------- | ----------------- | ----------------- | -------- |
| Ismael Al-Hassane | Harmatsúly  | Kilian Le Blouch (FRA) · 00(3)–10(1) | kiesett           | kiesett           | kiesett           | kiesett           | kiesett           | kiesett           | 17.      |

## Taekwondo
Férfi
| Versenyző       | Versenyszám | Nyolcaddöntő              | Negyeddöntő       | Elődöntő          | Vigaszág első kör | Vigaszág elődöntő | Bronz- mérkőzés   | Döntő             | Helyezés |
| Versenyző       | Versenyszám | Ellenfél Eredmény         | Ellenfél Eredmény | Ellenfél Eredmény | Ellenfél Eredmény | Ellenfél Eredmény | Ellenfél Eredmény | Ellenfél Eredmény | Helyezés |
| --------------- | ----------- | ------------------------- | ----------------- | ----------------- | ----------------- | ----------------- | ----------------- | ----------------- | -------- |
| Abdoul Issoufou | Nehézsúly   | Seydou Gbané (CIV) · 9–15 | kiesett           | kiesett           |                   |                   |                   |                   | 11.      |

Női
| Versenyző           | Versenyszám | Selejtező         | Nyolcaddöntő             | Negyeddöntő                    | Elődöntő          | Vigaszág első kör | Vigaszág elődöntő      | Bronz- mérkőzés                          | Döntő             | Helyezés |
| Versenyző           | Versenyszám | Ellenfél Eredmény | Ellenfél Eredmény        | Ellenfél Eredmény              | Ellenfél Eredmény | Ellenfél Eredmény | Ellenfél Eredmény      | Ellenfél Eredmény                        | Ellenfél Eredmény | Helyezés |
| ------------------- | ----------- | ----------------- | ------------------------ | ------------------------------ | ----------------- | ----------------- | ---------------------- | ---------------------------------------- | ----------------- | -------- |
| Tekiath Ben Yessouf | Pehelysúly  | erőnyerő          | Hamada Maju (JPN) · 11–6 | Tatyjana Minyina (ROC) · 10–15 |                   |                   | Faní Dzéli (GRE) · 2–0 | Lo Csia-ling (Lo Chia-ling) (TPE) · 6–10 |                   | 5.       |

## Úszás
Férfi
| Versenyző       | Versenyszám | Előfutam | Előfutam | Előfutam | Elődöntő | Elődöntő | Elődöntő | Döntő   | Döntő    |
| Versenyző       | Versenyszám | Idő      | Hely.    | Össz.    | Idő      | Hely.    | Össz.    | Idő     | Helyezés |
| --------------- | ----------- | -------- | -------- | -------- | -------- | -------- | -------- | ------- | -------- |
| Alassane Seydou | 50 m gyors  | 24,75    | 2.       | 50.      | kiesett  | kiesett  | kiesett  | kiesett | kiesett  |

Női
| Versenyző        | Versenyszám | Előfutam | Előfutam | Előfutam | Elődöntő | Elődöntő | Elődöntő | Döntő   | Döntő    |
| Versenyző        | Versenyszám | Idő      | Hely.    | Össz.    | Idő      | Hely.    | Össz.    | Idő     | Helyezés |
| ---------------- | ----------- | -------- | -------- | -------- | -------- | -------- | -------- | ------- | -------- |
| Roukaya Mahamane | 50 m gyors  | 32,21    | 5.       | 76.      | kiesett  | kiesett  | kiesett  | kiesett | kiesett  |